# Зенищев, Роман Валерьевич
Роман Валерьевич Зенищев (род. 15 августа 1971, Воронеж, Воронежская область, РСФСР, СССР) — российский государственный деятель, бывший глава администрации города Сыктывкара (31 марта 2006 — 28 марта 2011).

## Биография
Родился 15 августа 1971 в Воронеже. В 1979 году семья Зенищевых переехала в Сыктывкар.

## Карьера
1989 год — слесарь ПАТП.
В 1989—1991 годах — служба в Советской армии.
В 1991—1993 годах — специалист АО «OVO» (Сыктывкар).
В 1993—1994 годах — заместитель директора АО «С-Виза».
В 1994—2000 годах — частный предприниматель.
В 2000—2004 годах — заместитель директора ООО «Остеон», генеральный директор ООО «Мейз» (Сыктывкар).
В 2003 году — окончил Санкт-Петербургскую лесотехническую академию по специальности инженер-экономист, а в 2004 году – Северо-Западную академию государственной службы по специальности менеджер.
В 2004 году — депутат Государственного Совета Республики Коми III созыва по Лесозаводскому избирательному округу.
В 2005—2011 годах — глава администрации МО «Город Сыктывкар» (затем — МО ГО «Сыктывкар»).
С 2006 года — заместитель председателя Совета муниципальных образований северных городов России.
В 2007 году — возглавил региональное отделение Общероссийской общественной организации «Всероссийский Совет местного самоуправления», вошел в состав Совета по местному самоуправлению при Председателе Государственной Думы и одноименного Совета при Президенте России, член Клуба мэров России.
В 2007—2011 годах — секретарь регионального Политического Совета Коми регионального отделения партии «Единая Россия».
С 2011 года — советник губернатора Рязанской области.
В 2011 году — принял участие в съёмке передачи Comedy Club в Москве.

### Уголовное дело
В июне 2013 года — объявлен в розыск. 24 февраля 2014 был арестован и этапирован в Сыктывкар. 27 января 2015 в Сыктывкарском городском суде началось рассмотрение дела по обвинению Романа Зенищева в получении взяток. Экс-мэр был осужден по пяти эпизодам преступной деятельности и приговорён к 9 годам лишения свободы в колонии строгого режима, штрафу в размере 1 млн. рублей и конфискации имущества на сумму 22 млн. рублей. Спустя год, Сыктывкарский горсуд признал его виновным еще в одном преступлении и увеличил срок наказания до 10 лет лишения свободы, штраф возрос до 1,1 млн. рублей, размер конфискации остался прежним. 3 марта 2016 коллегия Верховного суда постановила приговор сыктывкарского горсуда оставить в силе.
17 октября 2018 Сыктывкарский городской суд огласил приговор по ещё одному уголовному делу. С учётом наказания, назначенному по предыдущему приговору от 18 июля 2016, Роману Зенищеву назначено наказание в виде 10 лет и шести месяцев колонии строгого режима со штрафом в 1,5 млн. рублей и конфискацией 13,07 млн. рублей, полученных в качестве взятки от владельцев автопредприятий за создание условий для максимальной прибыли частным транспортным предприятиям.

## Личная жизнь
С 1 января 2011 был женат вторым браком на Полине Головановой, руководительнице отделения «Молодой Гвардии» в Республике Коми. Воспитывает сына и дочь.

## Награды
- Кавалер ордена Ивана Калиты «За обустройство земли Российской»;
- Награждён медалью Жукова, почётной грамотой Главнокомандующего Вооруженными Силами России[1].